# BRD Bucharest Open 2015
BRD Bucharest Open 2015 byl tenisový turnaj pořádaný jako součást ženského okruhu WTA Tour, který se hrál na otevřených antukových dvorcích městského areálu Arenele BNR. Konal se mezi 13. až 19. červencem 2015 v rumunské metropoli Bukurešti jako druhý ročník turnaje.
Turnaj s rozpočtem 250 000 dolarů patřil do kategorie WTA International Tournaments. Nejvýše nasazenou hráčkou ve dvouhře se stala světová devatenáctka Sara Erraniová z Itálie, která z finále odešla poražena od slovenské hráčky Anny Karolíny Schmiedlové. Ta si po katovické trofeji z dubna 2015 připsala druhé turnajové vítězství na okruhu WTA Tour. Deblovou soutěž ovládla gruzínsko-nizozemská dvojice Oxana Kalašnikovová a Demi Schuursová.

## Distribuce bodů a finančních odměn

### Distribuce bodů
| Soutěž  | vítězky | finalistky | semifinalistky | čtvrtfinalistky | 16 v kole | 32 v kole | Q  | Q3 | Q2 | Q1 |
| ------- | ------- | ---------- | -------------- | --------------- | --------- | --------- | -- | -- | -- | -- |
| dvouhra | 280     | 180        | 110            | 60              | 30        | 1         | 18 | 14 | 10 | 1  |
| čtyřhra | 280     | 180        | 110            | 60              | 1         | —         | —  | —  | —  | —  |

### Finanční odměny
| Soutěž                                | vítězky | finalistky | semifinalistky | čtvrtfinalistky | 16 v kole | 32 v kole | Q2   | Q1   |
| ------------------------------------- | ------- | ---------- | -------------- | --------------- | --------- | --------- | ---- | ---- |
| dvouhra                               | $43 000 | $21 400    | $11 300        | $5 900          | $3 310    | $1 925    | $730 | $530 |
| čtyřhra                               | $12 300 | $6 400     | $3 435         | $1 820          | $960      | —         | —    | —    |
| částky ve čtyřhře jsou uváděny na pár |         |            |                |                 |           |           |      |      |

## Ženská dvouhra

### Nasazení
| Stát                             | Hráčka                    | WTA | Nasazení |
| -------------------------------- | ------------------------- | --- | -------- |
| Itálie                           | Sara Erraniová            | 19. | 1.       |
| Itálie                           | Roberta Vinciová          | 35. | 2.       |
| Rumunsko                         | Monica Niculescuová       | 48. | 3.       |
| Německo                          | Julia Görgesová           | 56. | 4.       |
| Rumunsko                         | Alexandra Dulgheruová     | 60. | 5.       |
| Česko                            | Tereza Smitková           | 62. | 6.       |
| Slovensko                        | Anna Karolína Schmiedlová | 63. | 7.       |
| Německo                          | Annika Becková            | 70. | 8.       |
| Žebříček WTA k 29. červenci 2015 |                           |     |          |

### Jiné formy účasti
Následující hráčky obdržely divokou kartu do hlavní soutěže:
- Ana Bogdanová
- Sorana Cîrsteaová
- Patricia Maria Țigová

Následující hráčky postoupily z kvalifikace:
- Cristina Dinuová
- Réka-Luca Janiová
- Darja Kasatkinová
- Petra Martićová

### Odhlášení
před zahájením turnaje
- Karin Knappová → nahradila ji Čang Šuaj
- Ana Konjuhová → nahradila ji Anna Tatišviliová
- Magda Linetteová → nahradila ji Šachar Pe'erová
- Pauline Parmentierová → nahradila ji Çağla Büyükakçay

### Skrečování
- Alexandra Dulgheruová (poranění pravého kolena)
- Sílvia Solerová Espinosová (poranění pravého ramena)

## Ženská čtyřhra

### Nasazení
| Stát                                                                         | Hráčka                | Stát       | Hráčka               | WTA  | Nasazení |
| ---------------------------------------------------------------------------- | --------------------- | ---------- | -------------------- | ---- | -------- |
| Slovinsko                                                                    | Andreja Klepačová     | Srbsko     | Aleksandra Krunićová | 136. | 1.       |
| Německo                                                                      | Julia Görgesová       | Chorvatsko | Petra Martićová      | 139. | 2.       |
| Rumunsko                                                                     | Ioana Raluca Olaruová | USA        | Anna Tatišviliová    | 150. | 3.       |
| Gruzie                                                                       | Oxana Kalašnikovová   | Nizozemsko | Demi Schuursová      | 186. | 4.       |
| Žebříček WTA k 29. červenci 2015; číslo je součtem umístění obou členek páru |                       |            |                      |      |          |

### Jiné formy účasti
Následující páry obdržely divokou kartu do hlavní soutěže:
- Jaqueline Cristianová /  Elena Ruseová
- Andreea Mituová /  Patricia Maria Țigová

Následující pár do soutěže nastoupil z pozice náhradníka:
- Cristina Dinuová /  Camelia Hristeaová

### Odhlášení
před zahájením turnaje
- Šachar Pe'erová (poranění pravého ramena)

## Přehled finále

### Ženská dvouhra
- Anna Karolína Schmiedlová vs.  Sara Erraniová, 7–6(7–3), 6–3

### Ženská čtyřhra
- Oxana Kalašnikovová /  Demi Schuursová vs.  Andreea Mituová /  Patricia Maria Țigová, 6–2, 6–2